# Церковь Святой Богородицы Катогике (Ереван)
Церковь Святой Богородицы Катогике (арм. Կաթողիկե Սուրբ Աստվածածին եկեղեցի) — небольшая средневековая церковь в городе Ереван, столице Армении. Расположена в районе Кентрон на пересечении проспекта Саят-Новы и улицы Абовяна.

## История
Самые старые надписи, высеченные на одной из стен церкви Катогике, датированы 1264 годом.
После землетрясения 1679 года, между 1693 и 1695 годами, к западной части церкви была пристроена большая базилика Святой Богородицы. Новый храм был построен из традиционного армянского туфа и не имел купола. Это была трёхнефная базилика, построенная в стиле армянской церковной архитектуры. Площадь молельного зала составляла 14,0×19,3 м, а внешнего периметра — 16,4×28,4 м, это была одна из самых из самых вместительных церквей Еревана. Церковь имела входы с южной и западной стороны.
В 1936 году базилика Святой Богородицы была снесена, чтобы освободить место для жилых зданий и лингвистического института на проспекте Саят-Нова. Во время сноса была обнаружена старинная церковь Катогике, заключённая в структуре большой базилики. После протестов со стороны археологов церковь была сохранена. В стенах разрушенной церкви было найдено множество старых хачкаров XV—XVII веков.
Нынешняя церковь Святой Богородицы, которая продолжает носить имя Катогике, имеет относительно небольшие размеры (5,4×7,5 м). В связи с очень ограниченным пространством, она используется только в качестве часовни-молельни.

## Церковь Святой Анны
К северу от старинной церкви был построен новый религиозный комплекс. Он включает в себя большую церковь Святой Анны, а также здание ереванской резиденции Католикоса.